# جيف وارد (طبال)
جيف وارد (بالإنجليزية: Jeff Ward)‏ هو طبال أمريكي، ولد في 18 نوفمبر 1962، وتوفي في 19 مارس 1993 بسبب تسمم بأحادي أكسيد الكربون.

## وصلات خارجية
- جيف وارد على موقع ميوزك برينز (الإنجليزية)
- جيف وارد على موقع أول ميوزيك (الإنجليزية)
- جيف وارد على موقع ديسكوغز (الإنجليزية)